# TaleWorlds Entertainment
TaleWorlds Entertainment là một công ty phát triển game độc lập Thổ Nhĩ Kỳ có trụ sở ở Ankara, Thổ Nhĩ Kỳ, được thành lập vào năm 2005. TaleWorlds là thương hiệu chính thức của Công ty Phần mềm İkisoft và đã từng phát triển các tựa game PC dưới thương hiệu "TaleWorlds Entertainment" kể từ năm 2005. Tựa game đầu tay của công ty, Mount&Blade, được hoàn thành vào tháng 9 năm 2008, và phần thứ hai với tên gọi Mount&Blade: Warband được phát hành vào ngày 29 tháng 3 năm 2010, và phần thứ ba là Mount&Blade: With Fire & Sword được phát hành vào ngày 3 tháng 5 năm 2011. Studio của hãng nằm trong khuôn viên trường Đại học Kỹ thuật Trung Đông(METU)-Technopolis. Studio hiện đang trong quá trình phát triển Mount&Blade II: Bannerlord. Điều đó được khẳng định trong một cuộc phỏng vấn của PC Gamer với Nhà thiết kế và sản xuất Mikail Yazbeck.

## Lịch sử
Taleworlds Entertainment được sáng lập bởi Armağan Yavuz, nhà nghiên cứu khoa học máy tính tại Đại học Bilkent. Ý tưởng mở công ty đã trở thành hiện thực sau khi game thủ góp phần vào việc hỗ trợ rất lớn cho một dự án đầy triển vọng gọi là Mount&Blade, trong khi nó vẫn còn trong giai đoạn beta. Công ty bắt đầu bày bán những bản sao điện tử của phiên bản beta trong phần chơi trực tuyến, đã tài trợ cho quá trình phát triển tựa game đầu tiên của họ qua mảng thu nhập bán hàng trực tuyến. Khi phát hành tựa game đầu tiên vào năm 2008, Taleworlds Entertainment đã bán hết hơn một triệu bản game trên khắp thế giới, and và doanh thu theo như báo cáo là hơn ba triệu USD. Thừa thắng xông lên, công ty liền bắt tay vào việc phát triển phần tiếp theo với tên gọi Mount&Blade: Warband.
Năm 2014 Taleworlds cho phát hành Mount&Blade: Warband trên Nvidia Shield, và đây là lần đầu tiên, Taleworlds Entertainment phát hành game trên một hệ máy khác ngoài PC. Năm 2014, một studio game của Nga tên là Snowbird Games đã phát hành một trò thuộc thể loại RPG tên gọi "Caribbean!", tựa game RPG về hải tặc thế kỷ 17 diễn ra trong vùng biển Caribbean, được phát triển trên cùng một game engine tương tự như Mount&Blade. Đây là những nhà phát triển đã tạo ra Mount&Blade: With Fire and & Sword. Taleworlds Entertainment đã thông báo vào năm 2012 rằng hãng đang tập trung vào quá trình phát triển một phần thứ hai mới toanh và được mong đợi từ lâu của dòng game này, mang tên Mount&Blade II: Bannerlord. Ngày phát hành của game là ngày 30 tháng 3 năm 2020, game vẫn trong giai đoạn thay đổi và sửa đổi (Early access).

## Game
- Mount&Blade (2007)
- Mount&Blade: Warband (2010)
  - Mount&Blade: Warband - Napoleonic Wars (2012)
  - Mount&Blade: Warband - Viking Conquest (2014)
- Mount&Blade: With Fire & Sword (2011)
- Mount&Blade II: Bannerlord (2020)